# Ackim Musenge
Ackim Musenge (ur. 7 października 1949 w Mufulirze) – zambijski piłkarz grający na pozycji lewego obrońcy. W swojej karierze grał w reprezentacji Zambii.

## Kariera klubowa
Swoją karierę piłkarską Musenge rozpoczął w klubie Butondo Western Tigers. Zadebiutował w nim w 1967 roku i grał w nim do 1972 roku. W 1973 roku przeszedł do Mufuliry Wanderers i występował w nim do końca swojej kariery, czyli do 1981 roku. Wywalczył z nim dwa mistrzostwa Zambii w sezonach 1976 i 1978 oraz zdobył cztery Puchary Zambii w sezonach 1973, 1974, 1975 i 1976.

## Kariera reprezentacyjna
W reprezentacji Zambii Musenge zadebiutował w 1968 roku. W 1974 roku został powołany do kadry na Puchar Narodów Afryki 1974. W tym turnieju wystąpił w pięciu meczach: grupowych z Wybrzeżem Kości Słoniowej (1:0) i z Egiptem (1:3) oraz w półinale z Kongiem (4:2 po dogrywce) i finałowych meczach z Zairem (2:2 po dogrywce i 0:2). Z Zambią został wicemistrzem Afryki.
W 1978 roku Musenge powołano do kadry na Puchar Narodów Afryki 1978. W tym turnieju zagrał w trzech meczach grupowych: z Ghaną (1:2), z Górną Woltą (2:0) i z Nigerią (0:0). W kadrze narodowej grał do 1979 roku.